# Henry Alanson Barnum
Henry Alanson Barnum (24 septembre 1833 - 29 janvier 1892) est un officier de l'armée des États-Unis de la guerre de Sécession et un récipiendaire de la plus haute distinction militaire des États-Unis, la médaille d'honneur.

## Avant la guerre
Barnum naît à Jamesville, New York, et suit sa scolarité dans les écoles communes. Il étudie à l'institut de Syracuse et réussit son examen du barreau en 1860, quatre ans après l'obtention de son diplôme.

## Guerre de Sécession
Barnum entre dans l'armée des États-Unis le 13 mai 1861, en tant que capitaine de la compagnie I du 12th New York Infantry, à l'âge de 27 ans ; et, par la suite, en octobre 1861, il est promu commandant au sein de ce régiment. Il sert avec distinction à ce poste, y compris lors de la campagne de la Péninsule sous les ordres du major général George B. McClellan, jusqu'au 1er juillet 1862, lorsqu'il est dangereusement blessé par balle à l'ilium, à Malvern Hill, en Virginie. À l'époque, la blessure est censée être mortelle ; son corps est abandonné et tombe aux mains de l'ennemi, mais par la suite, il retourne dans les lignes de l'Union, suffisamment rétabli de sa blessure pour accepter une commission de colonel dans le 149th New York Infantry, le 4 octobre 1862, avec une date de prise de rang au 17 septembre 1862, et entre en service avec le régiment à Syracuse, New York.
N'étant pas en mesure d'assumer le commandement immédiat, il rejoint le régiment sur le terrain, à la veille de son départ de Fairfax Station, en Virginie, le 18 janvier 1863. Il a rapidement besoin d'opérations chirurgicales supplémentaires, et le 1er avril 1863, il obtient un congé et se rend à Albany, New York, pour y être opéré par le Dr. March.
Il rejoint ensuite le régiment à Edward's Ferry, dans le Maryland, au cours de la campagne de Gettysburg, mais il est encore trop malade pour ne prendre son service actif qu'à temps partiel, et à Ellis's Ford, en Virginie, le 6 août 1863, il est contraint une deuxième fois de quitter le régiment, et se rend à Washington, DC, pour le traitement.
Il rejoint de nouveau le régiment à Wauhatchie, Tennessee, le 10 novembre 1863, et reçoit une blessure dans l'avant-bras droit pendant qu'il mène une charge de son régiment à la bataille de Lookout Mountain, le 24 novembre 1863.
Le 23 décembre, en application d'un ordre du major général George H. Thomas, il convoie les drapeaux capturés pris par le 149th New York et d'autres régiments au département de la Guerre à Washington, et reçoit également un congé de vingt jours, qui prend effet après l'exécution de cette obligation. Pour ce service, aucune reconnaissance n'est donnée à l'époque, mais plus tard, le colonel Barnum reçoit la médaille d'Honneur. Bien qu'absent dans l'accomplissement de ce devoir, Barnum reçoit le traitement chirurgical, et est désaffecté du service de campagne, et il est placé au service de recrutement pour le régiment, et il rejoint de nouveau son commandement à Kennesaw Mountain, en Géorgie, vers le 26 juin 1864, et quelques jours plus tard, il est blessé par un fragment d'obus au côté droit à Peach Tree Creek, Géorgie, le 20 juillet 1864.
Le 10 septembre, à la suite de la mort du colonel David Irland à Atlanta, Barnum assure le commandement de la 3rd brigade, qu'il conserve pour le reste de la guerre.
À Savannah, en Géorgie, Barnum conduit sa brigade, d'abord sous le commandement de Sherman, dans la ville capturée, et sous les ordres du brigadier général John W. Geary, il a la charge de la partie ouest pendant l'occupation par le général Sherman. Peu après la capture de Savannah, Barnum est breveté brigadier-général des volontaires des États-Unis , et ensuite à Washington, DC, est promu à ce grade à la date du 31 mai 1865, et peu de temps après est breveté major-général des volontaires de États-Unis à la date du 13 mars 1865.

## Après la guerre
Barnum quitte le service le 9 janvier 1866.
H. A. Barnum devient président de « The Central New York Peat & Marl Company » fusionnée avec la « Savannah New York  » le 14 février 1866, avec une capitalisation boursière de 5 millions de dollars et 50 actions émises à 100 dollars chacune.
Après la guerre, Barnum est souvent mis à l'honneur dans la vie publique et privée. Il est inspecteur des prisons de l'État de New York de 1866 à 1868, il est élu sur un billet républicain à l'élection de 1865 de l'État de New York, mais est défait à la réélection à l'élection de 1868 de l'État de New York.
Il est membre de l'assemblée de l'État de New York (New York Co., 21st D.) en 1885.
Barnum meurt dans la Ville de New York et est enterré dans le cimetière d'Oakwood, Syracuse, New York.

## Citation de la médaille d'Honneur
- Grade et organisation : Colonel, 149th New York Infantry.
- Lieu et date: À Chattanooga, Tennessee, le 23 novembre 1863.
- Entré en service à : Syracuse, New York.
- Né le: 24 septembre 1833, Jamesville, comté d'Onondaga, New York
- Date de publication: juillet 1889.

Citation :
Bien que souffrant gravement de blessures, il a conduit son régiment, incitant les hommes à une plus grande action par la parole et par l'exemple jusqu'à ce qu'il soit de nouveau gravement blessé.